# 异萼假龙胆
异萼假龙胆（学名：Gentianella anomala）为龙胆科假龙胆属下的一个种。

## 扩展阅读
- 維基物種上的相關：异萼假龙胆